# Archiconfrérie de Saint-Étienne
 (août 2022).
L’archiconfrérie de Saint-Étienne est une fraternité religieuse de servants d'autel, consacrée à Saint-Étienne.

## Historique
La confrérie de saint-Étienne a été fondée en mars 1905 par le père Hamilton MacDonald, aumônier du couvent du Sacré-Cœur à Hammersmith.
En 1934, Pie XI l'étendit à tout le Commonwealth,. 
En 1955, elle a célébré son jubilé d’or et organisé un pèlerinage à Rome.
Elle est aujourd'hui particulièrement présente dans le CommonWealth comme au Royaume-Uni,, sous le nom de Guilde de Saint-Étienne - Société des Servants d'Autel, en Nouvelle-Zélande ou en Australie.

## Objectifs
Ses objectifs sont:
- Encourager les normes les plus élevées de service à la liturgie de l'Église et contribuer ainsi à la participation de toute la communauté au culte divin.
- Fournir aux servants d'autel une compréhension plus approfondie de la Liturgie.
- Unir les serviteurs de différentes paroisses et diocèses pour leur soutien mutuel et leur encouragement.

Elle est ouverte à tout fidèle, âgé de plus de huit ans, ayant fait sa première communion. L'admission définitive se fait après un an de service.